# L'Éguille
L'Éguille is een gemeente in het Franse departement Charente-Maritime (regio Nouvelle-Aquitaine). De plaats maakt deel uit van het arrondissement Rochefort. L'Éguille telde op 1 januari 2022 909 inwoners.

## Geografie
De oppervlakte van L'Éguille bedroeg op 1 januari 2022 5,49 vierkante kilometer; de bevolkingsdichtheid was toen 165,6 inwoners per km².
De onderstaande kaart toont de ligging van L'Éguille met de belangrijkste infrastructuur en aangrenzende gemeenten.

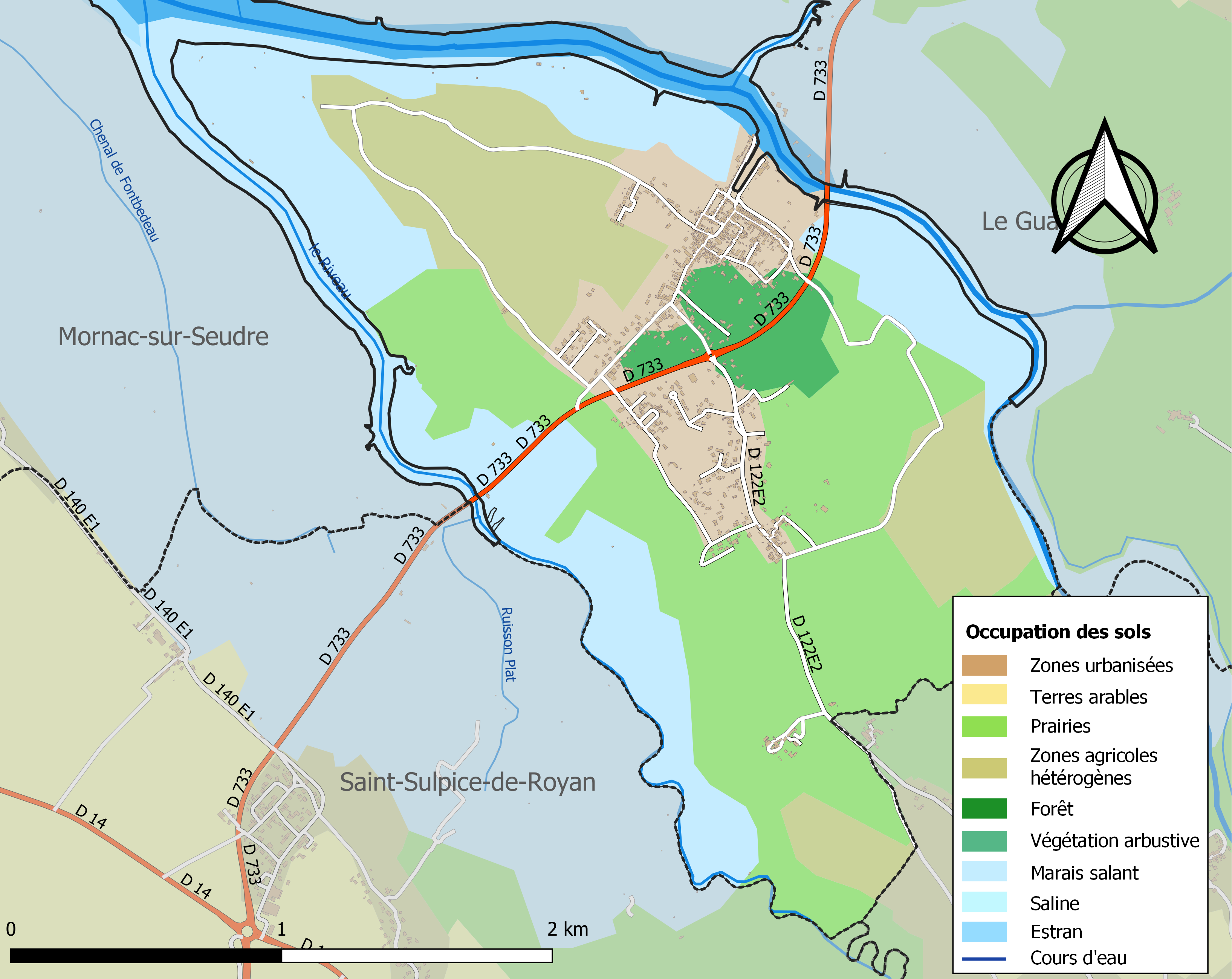

## Demografie
Onderstaande figuur toont het verloop van het inwonertal (bron: INSEE-tellingen).